# لارا العبداللات
لارا العبداللات (مواليد 1982) هي ملكة جمال أردنية سابقة.

## حياتها
توجت لارا ملكة جمال الأردن عام 2010 واحتلت المركز الثالث في العالم العربي عام 2011.
بعد اغتيال الطيار المقاتل الأردني معاذ القاسم في كانون الثاني/يناير 2015 بواسطة تنظيم الدولة الإسلامية انضمت لارا إلى مجموعتي القراصنة «السرية» و «مجموعة الأمن الأشباح» في بيئة مجهولة الهوية.
«الأشباح» (جي اس جي) يقصد بها الهجمات على شبكة الإنترنت والمسؤولة عن حجب أو حذف أكثر من 55,000 من الحسابات، وأكثر من 100 موقع على الإنترنت وأكثر من 1,000 أشرطة الفيديو الدعائية.
لارا العبداللات هي العضوة الوحيدة في «شبح الأمن» التي تعرف عن هويتها علناً.